# Organització Sionista d'Amèrica
L'Organització Sionista d'Amèrica (en anglès: Zionist Organization of America) (ZOA) és l'organització del lobby israelià dels Estats Units, més antiga dels Estats Units d'Amèrica. La ZOA va ser fundada en 1897. La ZOA disposa d'oficines en els Estats Units d'Amèrica, i a l'Estat d'Israel.

## Activitats
La ZOA també promou una bona relació entre Israel i els Estats Units. La ZOA treballa per protegir els estudiants universitaris, i als estudiants de secundària jueus, de la intimidació, l'assetjament, i la discriminació. La ZOA lluita contra l'antisemitisme en els campus, a tot el país. La tasca de la ZOA és informar i educar a l'opinió pública, als funcionaris electes, als mitjans de comunicació, als estudiants de secundària i als universitaris, sobre diverses dades i fets relatius a l'Estat d'Israel.

## Capítols
La ZOA disposa d'uns 25.000 membres repartits per tot el país, i disposa de capítols en els Estats Units (a ciutats com; Chicago, Cleveland, Dallas, Detroit, Los Angeles, Miami, Milwaukee, a l'estat de Nova Jersey, a Filadèlfia, a Pittsburgh i a Washington DC). La ZOA actualment treballa per enfortir les relacions entre els Estats Units i Israel, mitjançant diverses activitats educatives, i diversos programes de relacions públiques. La ZOA treballa cada dia en el Capitoli, i lluita contra la difamació cap a l'Estat d'Israel, quan aquesta te lloc en els mitjans de comunicació, en els llibres de text o en els campus universitaris de tot el país.

## Història
Des de la seva fundació el 1897, l'Organització Sionista d'Amèrica ha estat lluitant en benefici del poble jueu i de la Terra d'Israel. Sota el lideratge d'il·lustres presidents com el jutge del Tribunal Suprem dels Estats Units, Louis Brandeis, el rabí Dr. Abba Hillel Silver, i l'actual president nacional, Morton A. Klein, la ZOA ha estat en la primera línia de l'activisme jueu.